# Toy Dolls
Die Toy Dolls sind eine Punkband aus England. Sie gelten als erste Band des Fun-Punk-Genres.

## Geschichte
Die Toy Dolls wurden 1979 in Sunderland gegründet. Das einzige verbliebene Gründungsmitglied ist Michael „Olga“ Algar (Gesang und Gitarre), geboren am 21. September 1962 im englischen South Shields. In den 1980er Jahren waren sie auf Gary Bushells Strength Thru Oi!-Compilation (Decca Records) vertreten, obwohl sie eher in die Funpunk-Sparte passen; dennoch werden ihre Konzerte durchaus auch von Skinheads besucht. Seitdem sind sie auch international erfolgreich und haben einige Tourneen auf mehreren Kontinenten absolviert.
Die Toy Dolls spielen schnellen, melodischen Punkrock – mit für das Genre untypisch hoher Virtuosität insbesondere des Gitarrenspiels von Autodidakt Algar – gepaart mit hohem, quakendem Gesang und banal-scherzhaften Texten. Den größten Erfolg hatte das 1982 veröffentlichte Nellie The Elephant, die Fun-Punk-Version eines Kinderliedes, das nach seiner neu arrangierten Wiederveröffentlichung 1985 bis auf Platz 4 in den britischen Singlecharts kletterte. Ansonsten macht die Band vor allem durch ihre häufigen Mitgliederwechsel auf sich aufmerksam: So hatte die Urbesetzung gerade einmal zwei Monate Bestand.
2006 bestand das Line-up aus Algar, Tommy Goober (eig. Thomas Woodford Blyth, E-Bass) und The AMAZING Mr. Duncan (eig. Duncan Redmonds, Schlagzeug).
Im März 2012 veröffentlichten die Toy Dolls ihr 12. Studioalbum mit dem Namen The Album After The Last One. Die The Tour After The Last One-Tournee startete im Mai.

## Diskografie

### Alben
- Dig that groove baby (1983)
- A far out disc (1985)
- Idle gossip (1986)
- Singles 83/ 84 (1986)
- Bare faced cheek (1987)
- Ten years of toys (1989)
- Wakey wakey! (1989)
- 22 tunes live from Tokyo (1990)
- Fat Bob's Feet! (1990)
- Absurd ditties (1993)
- Orcastrated (1995)
- One more megabyte (1997)
- On stage in stuttgart (1999)
- Anniversary anthems (2000)
- We're mad! - The Anthology (2002)
- Our Last Album? (2004)
- Treasured Toy Dolls Tracks Live (2006)
- The Toy Dolls in: Solitary Confinement (2007)
- The Album After The Last One (2012)
- Episode XIII (2019)

### Singles
- Tommy Kowey's car (1980)
- The Toy Dolls EP (1981)
- Everybody jitterbug (1982)
- Nellie the elephant (1982)
- Cheerio and toodle'pip (1983)
- Alfie from the bronx (1983)
- We're mad (1984)
- Nellie the elephant (Neu arrangierte Version, 1984)
- She goes to Fino's (1985)
- James Bond (lives down our street) (1985)
- Geordie's gone to jail (1986)
- Wipe out (1987, veröffentlicht in Frankreich)
- Turtle Crazy (1990)
- Lazy Sunday afternoon (1995)
- Livin la vida loca (2000)

### Videos
- We're mad VHS (1984)
- Idle gossip VHS (1987)
- Live in Japan VHS (1992)
- We're mad + Idle gossip DVD (2002)
- Our Last DVD? DVD (2005)